# Meijersplein (métro de Rotterdam)
Meijersplein, dite aussi Meijersplein/Airport, est une station de la ligne E du métro de Rotterdam. Elle est située, sur l'Asserweg, quartier Schiebroek (nl), dans l'arrondissement Hillegersberg-Schiebroek à Rotterdam au Pays-Bas.
Mise en service en 2006, dans le cadre du projet RandstadRail, elle est, depuis 2010, desservie par la ligne E du métro de Rotterdam.

## Situation sur le réseau

Plan du métro.

Établie en surface, la station Meijersplein, est située sur la ligne E du métro de Rotterdam, entre la station Rodenrijs, en direction du terminus nord La Haye-Centrale, et la station Melanchtonweg, en direction du terminus sud Slinge,.
Elle dispose des deux voies de la ligne encadrées par deux quais latéraux.

## Histoire
La station Meijersplein est mise en service le 17 mai 2010